# Suzanne de Garros
Pour les articles homonymes, voir Garros.
Œuvres principales
- Le Fardeau du mensonge
- Le Pardon dans une main d'enfant

Suzanne de Garros, née Lebrun le 17 septembre 1877 à Sancerre (Cher) et morte le 8 mars 1952 à Neuilly-en-Sancerre (Cher), est une  romancière française, auteure de romans populaires, qui publie son œuvre entre les deux guerres mondiales.

## Biographie
Anne Clotilde Cécile Suzanne Lebrun naît le 17 septembre 1877 à Sancerre (Cher). Elle est la fille d’un employé, Paul Lebrun, et de son épouse, Marie Aragon. Elle passe son enfance chez ses grands-parents maternels à Vinon dans le même département.
Elle épouse en 1903 Paul Edmond Alexandre Mathieu à Vinon. Son mari signe ses ouvrages et articles du nom de Paul de Garros et elle-même fait usage du nom de Suzanne de Garros.

## Romancière populaire
Paul de Garros est un journaliste et surtout un romancier populaire (1867-1923). Suzanne de Garros collabore à son œuvre abondante.
Après la mort de son mari, elle va travailler avec Henri de Montfort pour publier des romans qui sont signés des deux noms de son époux et de celui de l’homme de presse et futur résistant.
À la fin des années 1920, Suzanne de Garros commence à signer des romans populaires de son propre nom. Le Fardeau du Mensonge, paru en 1935, connaîtra un certain succès ; il est présenté comme un « roman très bien charpenté, dramatique et d'une haute portée morale ». Le quotidien L'Ouest-Éclair, qui publie le livre en feuilleton, estime qu’il s’agit d’une « analyse délicate et fouillée de la jeune fille d'aujourd'hui. »
Elle publiera une demi-douzaine d’œuvres sous sa signature, en feuilleton ou en volume. Pour l’universitaire Ellen Constans, elle fait partie des « ouvrières des lettres », qui sont souvent femme ou fille de feuilletonistes assez connus. Elle adhère en 1928 à la Société des gens de lettres.
Toujours avec Henri de Montfort, qui est également historien et collabore avec les associations baltes et polonaises en France, Suzanne de Garros crée en 1929 une Agence littéraire polono-française.
En 1929, Suzanne de Garros, qui réside alors à Paris, est grièvement blessées par un véhicule automobile près de son domicile.
Suzanne de Garros adapte des œuvres écrites en anglais, qui paraissent en feuilleton dans le ‘’’Journal des débats’’’. Il s’agit de textes de Stacy Aumonier, Sheila Kaye-Smith et Albert Dorrington.
Elle meurt le 8 mars 1952 à Neuilly-en-Sancerre. Elle était âgée de 74 ans

### Œuvres de Suzanne de Garros
- Pardon dans une main d'enfant (Le), Éditions de la Mode Nationale, 1928
- Celles qui aiment... J. Ferenczi, Paris, 1930
- Vie et l'amour... (La), J. Ferenczi, Paris, 1930
- Pièges de l'amour (Les), J. Ferenczi, Paris, 1931
- Un cœur qui s'ouvre, Société d'éditions publications et industries annexes, 1933
- Fardeau du mensonge (Le), Paris, La Renaissance du livre, Paris, 1935[Note 2]

### Traductions
- Stacy Aumonier, Méprise, résultat tragique d’une seconde de distraction, Journal des débats, Paris, 1927
- Sheila Kaye-Smith, Sur la grand'route, Journal des débats, Paris, 1931
- Albert Dorrington, Chinoiseries, Journal des débats Paris, 1932